# Limanský park
Limanský park (srbsky v cyrilici Лимански парк, v latince Limanski park) je největší park v metropoli srbské Vojvodiny, v Novém Sadu. Park má rozlohu 12,9 ha a rozkládá se v městské části Liman. V západní části se nachází dětská hřiště a v jižní sportoviště.
V historických mapách, např. třetího vojenského mapování se na místě tohoto parku nacházel močál přecházející v pláže na břehu řeky Dunaje. Ještě za druhé světové války (během maďarské okupace) byl prostor dnešního parku nezastavěný, nicméně z východní a jižní strany již ohraničený nízkou zástavbou. 
Park byl vybudován v blízkosti křižovatky ulic Narodnog fronta a Bulváru osvobození v období realizace panelové výstavby čtvrti Liman. Má podobu čtverce a občas bývá také nazýván jako Park pro psy' (srbsky Park za pse/Парк за псе). V době vzniku byl osázen vrbami, lipami, břízami, duby, cedrya a smrky. V roce 2022 zde byla umístěna socha, věnovaná Mitaru Subotićovi.
Obyvatelé Nového Sadu často park také využívají jako místo pro protestní shromáždění, především díky rozsáhlému trávníku, který se zde nachází. V Limanském parku se také nachází jediný skatepark ve městě Novi Sad.